# Lunda-Nord
Lunda Nord est une province du nord de l'Angola frontalière avec la république démocratique du Congo. Sa population est estimée à 850000 habitants sur une surface de 103000 km2. Sa capitale est la ville de Dundo.
Cette province est riche en diamants mais reste largement sous développée.

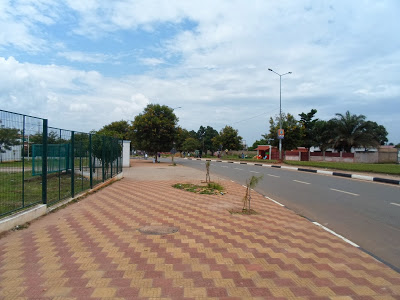
Cambulo, Lunda Nord

## Municipalités
La province de Lundo-Nord est divisée en 9 municipalités:
- Caumbo
- Caungula
- Capemba-Camulemba
- Chitato-Dundo
- Cuango
- Cuilo
- Lubalo
- Lucapa
- Shah-Muteba